# شهرستان پشدر
عشیرت پشدری

نقشهٔ شهرستان‌های استان سلیمانیهٔ عراق.

ایل پـِشدَر یا پیشدار یا قلعه‌دِزه (به کردی سورانی: قه‌لای پشده‌ر (قه‌ڵادزێ)) شهرستانی است در استان سلیمانیه عراق.
طایفه َپشْدَریپشدری، نام طوایف کرد ساکن در غرب ایران کردستان عراق اطراف شهرستان سردشت و مهاباد طایفه کرد َپشْدَریپشدری، نام طوایف کرد ساکن در غرب ایران در اطراف سردشت‌ ومهاباد پِشدری‌ ، مجموعه‌ای‌ از طوایف‌ کرد ایران‌ و عراق‌. به‌ ناحیة‌ پِشدر یا پِژدر منسوب‌اند (ادموندز، ص‌238؛ عَزّاوی‌، ج‌2، ص‌ 95٫96). این‌ ناحیه‌ یکی‌ از پنج‌ فرمانداریِ (قضای‌) استان‌ سلیمانیة‌ کردستان‌ عراق‌ در تقسیمات‌ اداری‌ دولت‌ عثمانی‌، و نام‌ دیگر آن‌ «معمورة‌الحمیدیه‌» بود. فرمانداری‌ پشدر در منتهاالیه‌ شمال‌ استان‌ سلیمانیه‌ و در جوار مرزهای‌ ایران‌ قرار داشت‌. مرکز آن‌ در عصر عثمانی‌ قصبة‌ مَرگه‌ بود که‌ بعدها به‌ قلعه‌ دِزَه‌ (قلادزه‌) منتقل‌ شد (ادموندز، ص‌92؛ عزاوی‌، ج‌2، ص‌95). پشدر قشلاق‌ شماری‌ از طوایف‌ کرد ایران‌ و عراق‌ بود (امیرنظام‌ گروسی‌، ص‌256). پشدریها بر اثر افزایش‌ جمعیت‌، بتدریج‌، به‌ اطراف‌ پشدر مهاجرت‌ کردند. گروههایی‌ از آنان‌ در ناحیة‌ مُکریِ ایران‌ (مهاباد) مقیم‌ شدند و گروههایی‌ به‌ اربیل‌ مهاجرت‌ کردند (عزاوی‌، ج‌2، ص‌95٫96)طوایف‌ بزرگ‌ و معروف‌ پشدری‌ عبارت‌اند از: میراَوْدُلی‌ که‌ طایفة‌ حکومتگر پشدری‌ است‌ عبارت اند ازمیراود‌ًه لی و اغلب‌ رؤسای‌ بزرگ‌ و معروف‌ پشدری‌ از این‌ طایفه‌ برخاسته‌اند؛ نورالدینی‌ که‌ ظاهراً بزرگترین‌ طایفة‌ پشدری‌ است‌؛ شیلانی‌ یا شیلانه‌ که‌ در اطراف‌ مَرگه‌ و سورداش‌ پراکنده‌اند؛ سوسنی‌ که‌ از طایفة‌ نورالدینی‌ جدا شده‌ و به‌ صورت‌ عشیره‌ای‌ مستقل‌ در ناحیة‌ مکری‌ ایران‌ اسکان‌ یافته‌اند؛ جاف‌ پشدر یا جاف‌ رشکه‌ که‌ در حوالی‌ سورداش‌ و بین‌ پشدر و سلیمانیه‌ مستقر شده‌اند و بیگزاده‌ که‌ در ماوت‌ و مرگه‌ و قلعه‌ دزه‌ پراکنده‌اند (همان‌، ج‌2، ص‌96٫97؛ ادموندز، ص‌238٫241؛ مردوخ‌، ج‌1، ص‌97). طوایف‌ بیگزادة‌ بانه‌ و فیض‌الله‌ بیگی‌ سقز نیز ظاهراً از پشدریها جدا شده‌اند (عزاوی‌، ج‌2، ص‌95،97). طوایف‌ پشدری‌ از جملة‌ مهمترین‌ و قدرتمندترین‌ طوایف‌ در جنوب‌ نواحی‌ کردنشین‌ به‌ شمار می‌آمدند و اقتدار رؤسای‌ آنان‌ تا تشکیل‌ دولت‌ و کشور عراق‌ ادامه‌ داشت‌ (ادموندز، ص‌238؛ عزاوی‌، ج‌2، ص‌95) و بعضی‌ از اینان‌ همچون‌ بابکرِسلیم‌ آغا در هر دو سوی‌ مرزهای‌ ایران‌ و عراق‌ به‌ پشدریها ریاست‌ داشتند (ادموندز، ص‌241).اصل‌ و منشأ طوایف‌ پشدری‌ نامعلوم‌ است‌. بعضی‌ افسانه‌ها حاکی‌ است‌ که‌ اجداد بابانها، پشدریها و مکریها برادران‌ یکدیگر و پسران‌ فقی‌ ] =فقیه‌ [ احمد داریشمانه‌ای‌ بوده‌اند (همان‌، ص‌239). طبق‌ همین‌ اخبار، پشدریها و بلباس‌ * نیز ظاهراً فرزندان‌ یک‌ پدر بوده‌اند (عزاوی‌، همانجا).از جمعیت‌ طوایف‌ پشدری‌ اطلاعی‌ در دست‌ نیست‌، اما با توجه‌ به‌ اهمیت‌ آنان‌، احتمالاً جمعیت‌ قابل‌ توجهی‌ داشته‌اند حدود 50,000 نفر. مردوخ‌ جمعیت‌ پشدریهای‌ عراق‌ را، بدون‌ ذکر تاریخ‌ و زمان‌، حدود 000 ، 2 خانوار نوشته‌ است‌ (ج‌1، ص‌83)، حال‌ آنکه‌ در حدود 1272/1856 فقط‌ بابکرآغا پسر حَمَه‌ ] =محمد [ گورَه‌ که‌ در حوالی‌ قلعه‌ دزه‌ می‌زیست‌، قدرت‌ بسیج‌ دو هزار جنگجو را داشت‌ (ادموندز، ص‌240). طوایف‌ پشدری‌ در جنگهای‌ میان‌ سلیمان‌ پاشا بابان‌ و دولت‌ صفویه‌ در 1109، حامی‌ سلیمان‌ پاشا بودند که‌ پس‌ از غلبة‌ قزلباشان‌ به‌ میان‌ پشدریها گریخت‌ (نصیری‌، ص‌235، 237). قزلباشان‌ به‌ تلافی‌، ولایت‌ پشدر را به‌ تصرف‌ در آوردند و پس‌ از قتل‌ و غارت‌ بسیار، قلعه‌ دزه‌ و قلعة‌ بال‌آباد را ویران‌ کردند. طوایف‌ پشدر و بابان‌ و بلباس‌ نیز متحداً به‌ جنگ‌ قزلباشان‌ آمدند، اما بار دیگر شکست‌ خوردند و قزلباشان‌ همچنان‌ در پشدر باقی‌ ماندند (همان‌، ص‌313٫314). طوایف‌ پشدری‌ حامی‌ شورش‌ شیخ‌ عبیدالله‌ شمزینی‌ و حمزه‌ آقا منگور بودند، و حمزه‌ آقا پس‌ از شکست‌ از سپاه‌ ایران‌ در 1297، به‌ ناحیة‌ پشدر گریخت‌ و در سیداحمدان‌ مستقر شد بابکر آغا و مارف آغا رییس عشیره بودند(امیرنظام‌ گروسی‌، ص‌162٫163) و ظاهراً دولت‌ عثمانی‌ او را قائم‌مقام‌ پشدر و بیتوین‌ کرد (همان‌، ص‌255٫256). وی‌ تا 1298 در میان‌ طوایف‌ پشدری‌ به‌ سر می‌برد (همان‌، ص‌313). تعدادی‌ از سران‌ پشدری‌ کردستان‌ عراق‌، از جمله‌ بابکرآغا پسر سلیم‌ و برخی‌ بستگان‌ او، در سالهای‌ قیمومت‌ انگلستان‌ بر آن‌ کشور، متحد ارتش‌ انگلیس‌ و عوامل‌ آن‌ دولت‌ در کردستان‌ عراق‌ بودند (ادموندز، ص‌240٫241، 338٫339، 358٫360، 365). امروزه‌، طوایف‌ پشدری‌، بویژه‌ در ایران‌، اسکان‌ یافته‌ و چادرنشینی‌ را ترک‌ گفته‌اند (اسکندری‌نیا، ص‌401؛ ایرانشهر ، ج‌ 1، ص‌ 124).منابع‌: سیسیل‌ جان‌ ادموندز، کردها، ترکها، عربها ، ترجمة‌ ابراهیم‌ یونسی‌، تهران‌ 1367ش‌؛ ابراهیم‌ اسکندری‌نیا، ساختار سازمان‌ ایلات‌ و شیوه‌ معیشت‌ عشایر آذربایجان‌ غربی‌ ، ارومیه‌ 1366ش‌؛ حسنعلی‌بن‌ محمدصادق‌ امیر نظام‌ گروسی‌، گزارشها و نامه‌های‌ دیوانی‌ و نظامی‌ امیرنظام‌ گروسی‌ دربارة‌ وقایع‌ کردستان‌ در سال‌ 1297 هجری‌ ، چاپ‌ ایرج‌ افشار، تهران‌ 1373ش‌؛ ایرانشهر ، تهران‌: کمیسیون‌ ملی‌ یونسکو در ایران‌، 1342٫1343شال‌؛ عباس‌ عَزّاوی‌، عشائرالعراق‌ ، بغداد 1931٫956، چاپ‌ افست‌ قم‌ 1370ش‌؛ محمد مردوخ‌، تاریخ‌ مردوخ‌: تاریخ‌ کرد و کردستان‌ ، سنندج‌ 1351ش‌؛ محمد ابراهیم‌بن‌ زین‌العابدین‌ نصیری‌، دستور شهریاران‌: سالهای‌ 1105 تا 1110 ه . ق‌، پادشاهی‌ شاه‌ سلطان‌ حسین‌ صفوی‌ ، چاپ‌ محمد نادر نصیری‌ مقدم‌، تهران‌ 1
وشرق عراق که در دوران سپه سالاری رضاخان زمانی که رضاخان به اتهام یاغیگری قبایل و اقوام را در نواحی مختلف ایران مورد هجوم قرار می داد و آنها را از دیار خود می کوچانید قوم پشدر(پژدر یا پشه دری) نیز از اطراف سردشت کوچانیده شدند و پس از تاسیس کشور عراق به نواحی دیگر کردستان ایران و عراق کوچ داده شدند و بسیاری از این قوم و قبیله پژدر در شهرستان قلادزه (قلعه دختر ) کردستان عراق ساکن شدند و پس از مدتی به دلیل غلبه جمعیتی ناحیه و دهستان قلادزه به نام این قوم منطقه پشدر نامیده شد. اصالت قوم پشدر ایرانی بوده و در حال حاضر نیز روابط فامیلی مارف اغا یا(معروف اغا) و بابکر اغا از بزرگان این ایل هستند بسیار گسترده اهالی روستاهای مرزی اطراف شهرستان سردشت همچون کانی زرد ، دوله خانوان و بیوران با ساکنین قلادزه گواه این مطلب می باشد. منسوب به ناحیه شهرستان قلادزه که بنام پشدر

## نگارخانه

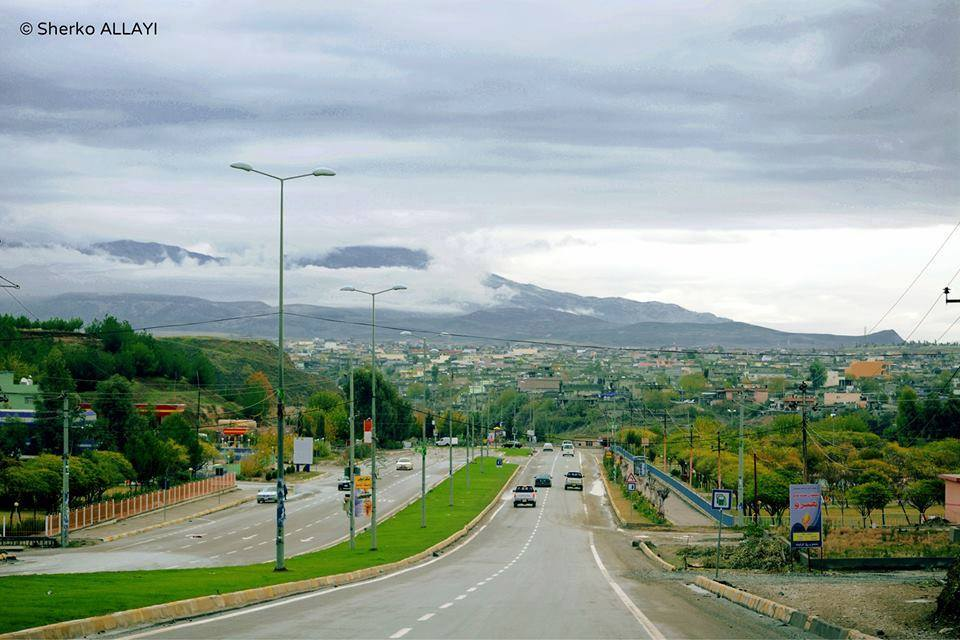
نمایی از پشدر

## بخش‌ها
قلعه‌دزه • هیرو • هلشو  • ژاراوه • ناودشت • عیسوی

## پشدری
پشدری، نام طوایف کرد ساکن در غرب ایران در اطراف شهرستان سردشت و مهاباد وشرق عراق که در دوران سپه سالاری رضاخان زمانی که رضاخان به اتهام یاغیگری قبایل و اقوام را در نواحی مختلف ایران مورد هجوم قرار می داد و آنها را از دیار خود می کوچانید قوم پشدر(پژدر یا پشه دری) نیز از اطراف سردشت کوچانیده شدند و پس از تاسیس کشور عراق به نواحی دیگر کردستان ایران و عراق کوچ داده شدند و بسیاری از این قوم و قبیله پژدر در شهرستان قلادزه (قلعه دختر ) کردستان عراق ساکن شدند و پس از مدتی به دلیل غلبه جمعیتی ناحیه و دهستان قلادزه به نام این قوم منطقه پشدر نامیده شد. اصالت قوم پشدر ایرانی بوده و در حال حاضر نیز روابط فامیلی مارف اغا یا(معروف اغا) و بابکر اغا از بزرگان این ایل هستند بسیار گسترده اهالی روستاهای مرزی اطراف شهرستان سردشت همچون کانی زرد ، دوله خانوان و بیوران با ساکنین قلادزه گواه این مطلب می باشد. منسوب به ناحیه شهرستان قلادزه که بنام پشدر 
```
معروف شده است.
[
۳
]
[
۴
]
```